# Почтовые марки России (2000)

Почтовые марки России (2000) — каталог знаков почтовой оплаты (марок, блоков, листов), введённых в обращение «Почтой России» в 2000 году.
Всего в этом году было выпущено 99 почтовых марок, 8 почтовых блоков и 7 малых листов.

## Список коммеморативных марок
Порядок следования элементов в таблице соответствует номеру по каталогу марок России на официальном сайте издатцентра «Марка», в скобках приведены номера по каталогу «Михель».
| № | Изображение | Описание | Номинал                                                          | Дата        | Тираж                  | Художник               | П      |
| --- | ----------- | --- | ---------------------------------------------------------------- | ----------- | ---------------------- | ---------------------- | ------ |
| № 546 (Mi #778) № 547 (Mi #779) № 548 (Mi #780) № 549 (Mi #781) № 550 (Mi #782BL27) |             | 2000-летие Рождества Христова: - В. Д. Поленов. «Воскрешение дочери Иаира» (1871). - И. Н. Крамской. «Христос в пустыне» (1872). - Г. И. Семирадский. «Христос в доме Марии и Марфы» (1886). - Н. Н. Ге. «Что есть истина? Христос и Пилат» (1890). - А. А. Иванов. «Явление Христа народу» («Явление Мессии») (1837—1857, фрагмент). | 3.00 7.00 руб.                                                   | 1 января    | 400 000                | Жаров А.               | [ 3 ]  |
| № 551 (Mi #783) № 552 (Mi #784) № 553 (Mi #785) № 551—553 (Mi #783—785BL28) |             | 2000-летие христианства. Совместный выпуск Белоруссии, России и Украины: - «Богоматерь Оранта». XI век. Мозаика Софийского собора (Киев, Украина). - «Христос Вседержитель». Деисус. XII век. Фреска Спасо-Преображенской церкви (Полоцк, Белоруссия). - «Богоматерь Владимирская». Икона. XII век. Государственная Третьяковская галерея (Москва, Россия). | 3.00 руб.                                                        | 5 января    | 350 000                | Штанко А.              | [ 4 ]  |
| № 554 (Mi #786) |             | 100-летие со дня рождения Н. Д. Псурцева (1900—1980). Портрет, здание Центрального телеграфа в Москве, Останкинская телевизионная башня и космический спутник связи. | 2.50 руб.                                                        | 1 февраля   | 250 000                | Батов А.               | [ 5 ]  |
| № 555 (Mi #787BL29) |             | В память 2000-летия христианства и вступления человечества в третье тысячелетие. Вид на Московский Кремль, фрагменты орнамента иконостаса церкви Спаса Нерукотворного в Абрамцеве (Московская область, 1881—1882), юбилейный знак «2000 лет Рождества Христова» Русской православной церкви и эмблема Российского организационного комитета по подготовке к встрече третьего тысячелетия и празднованию 2000-летия христианства. | 10.00 руб.                                                       | 10 февраля  | 150 000                | Поляков В. Московец А. | [ 6 ]  |
| № 556 (Mi #788) № 557 (Mi #789) № 558 (Mi #790) № 559 (Mi #791) № 560 (Mi #792) № 556—560 (Mi #788—792BL30) |             | Полярные исследователи: - Р. Л. Самойлович (1881—1940). Экспедиция по спасению членов экипажа итальянского дирижабля «Италия» в 1928 году: ледокол «Красин» во льдах, самолет полярного летчика Б. Г. Чухновского на льду, карта маршрутов экспедиции в районе архипелага Шпицберген. - В. Ю. Визе (1886—1954). Научно-практическая деятельность Визе: ледокол «Литке», вид на полярную станцию в бухте Тихой в архипелаге Земля Франца-Иосифа, карта с обозначением Северного морского пути. - М. М. Сомов (1908—1973). Дизель-электроход «Обь», самолет Ан-2 на фоне контурной карты Антарктиды с обозначением местонахождения обсерватории «Мирный». - П. А. Гордиенко (1913—1982). Ледокол «Мурманск» и самолета Ли-2. - А. Ф. Трешников (1914—1991). Колонна вездеходов в Антарктиде, указатель с обозначением Южного геомагнитного полюса, самолет Ил-14 на фоне карты Антарктиды с обозначением станции «Восток». | 2.00 руб.                                                        | 24 февраля  | 300 000 60 000         | Керносов А.            | [ 7 ]  |
| № 561 (Mi #793) № 562 (Mi #794) № 563 (Mi #795) № 564 (Mi #796) № 565 (Mi #797) № 566 (Mi #798) № 567 (Mi #799) № 568 (Mi #800) № 569 (Mi #801) № 570 (Mi #802) № 571 (Mi #803) № 572 (Mi #804) № 561—572 (Mi #793—804KB) |             | Россия. XX век. Спорт: - Первый олимпийский чемпион России Н. А. Панин-Коломенкин (1908). - Игры V Олимпиады. Стокгольм (1912). - Всероссийские Олимпиады 1913 и 1914 годов. - Всесоюзная Спартакиада (1928). - Комплекс «Готов к труду и обороне». - Звание «Заслуженный мастер спорта» (1934). - Игры XV Олимпиады. Хельсинки (1952). - Чемпион Игр XVI Олимпиады В. П. Куц. Мельбурн (1956). - Советские футболисты — чемпионы Игр XVI Олимпиады. Мельбурн (1956). - Пятикратный чемпион мира по шахматам М. М. Ботвинник. - Матч советских хоккеистов с канадскими профессионалами (1972). - Игры XXII Олимпиады. Москва (1980). - Рисунки, представляющие различные виды спорта. | 0.25 0.30 0.50 1.00 1.35 1.50 2.00 2.50 3.00 4.00 5.00 6.00 руб. | 15 марта    | 300 000                | Сухарев С.             | [ 8 ]  |
| № 573 (Mi #805BL31) |             | Метеорологические явления. К 50-летию Всемирной метеорологической организации. Юбилейная эмблема Всемирной метеорологической организации, различные метеорологические явления и методы и средства наблюдения за ними. | 7.00 руб.                                                        | 20 марта    | 250 000                | Плетнев А.             | [ 9 ]  |
| № 574 (Mi #806) № 575 (Mi #807) № 576 (Mi #808) № 577 (Mi #809) № 578 (Mi #810) (Mi #810BL32) № 574—578 (Mi #806—810BL33)                                                                                                 |             | 55-летие Победы в Великой Отечественной войне 1941—1945 гг. Советские плакаты, выпущенные в 1944—1946 годах издательством «Искусство»: - Н. Н. Ватолина. «Ждем с Победой!» (1945). - В. И. Ладягин. «Я ждал тебя, воин-освободитель!» (1945). - В. В. Сурьянинов. «С великим праздником, товарищи!» (1944). - Л. Ф. Голованов. «Красной Армии — слава!» (1946). - В. С. Климашин. «Слава воину-победителю!» (1945). Праздничный салют Победы 9 мая 1945 года в Москве на Красной площади. | 1.50 5.00 руб.                                                   | 10 апреля   | 350 000 250 000 70 000 | Московец А.            | [ 10 ] |
| № 579 (Mi #811) (Mi #811KB) № 580 (Mi #812) № 581 (Mi #813) |             | Международное сотрудничество в космосе: - Экспериментальный полет кораблей «Союз-19» (15—21.07.1975) и «Аполлон» (15—25.07.1975). 25-летие экспериментального полета космических кораблей «Союз-19» и «Аполлон». - Международная космическая станция (МКС). - Международный проект «Морской старт». | 2.00 3.00 5.00 руб.                                              | 12 апреля   | 350 000 60 000         | Бейлин В.              | [ 11 ] |
| № 582 (Mi #814) |             | Неделя безопасности дорожного движения. III Неделя безопасности дорожного движения в регионе Европейской экономической комиссии Организации Объединенных наций (1—7 мая 2000 года). Женщина с ребенком, переходящая улицу перед остановившимся транспортом. Эмблема III Недели безопасности дорожного движения, даты и год ее проведения, текст единого для Недели девиза: «Партнерство на дороге повышает безопасность». | 1.75 руб.                                                        | 20 апреля   | 300 000                | Стрельников Р.         | [ 12 ] |
| № 583 (Mi #815) |             | Памяти жертв Холокоста. Рисунок, символизирующий трагедию еврейского народа в годы нацизма. | 2.00 руб.                                                        | 5 мая       | 200 000                | Бейлин В.              | [ 13 ] |
| № 584 (Mi #816) |             | 26 марта 2000 года Президентом Российской Федерации избран В. В. Путин. Спасская башня Московского Кремля на фоне президентского штандарта. | 1.75 руб.                                                        | 7 мая       | 350 000                | Комаров И.             | [ 14 ] |
| № 585 (Mi #817) |             | Европа-2000. Символический рисунок для всех стран-участниц программы международной эмиссии «Европа-2000»: дети, играющие со звездами. Сюжет отражает творчество французского писателя А. де Сент-Экзюпери (1900—1944), а в фигурках детей угадывается главный герой сказки «Маленький принц». | 7.00 руб.                                                        | 9 мая       | 250 000                | Кузин Ж.-П.            | [ 15 ] |
| № 586 (Mi #818BL34) |             | «ЭКСПО-2000. Человек-природа-техника» (Ганновер, Германия 1.06—1.10). Рисунок, символизирующий взаимосвязь человека с природой и техникой. | 10.00 руб.                                                       | 17 мая      | 250 000                | Комаров И.             | [ 16 ] |
| № 587 (Mi #819) № 588 (Mi #820) № 589 (Mi #821) № 590 (Mi #822) № 591 (Mi #823) № 592 (Mi #824) |             | Россия. Регионы: - Республика Калмыкия — Хальмг Тангч. Здание калмыцкого хурула (ламаистского храма) «Сякюсн Сюме» (1996) в Элисте, табун лошадей, символизирующий развитое в Калмыкии животноводство, весенняя степь с цветущими тюльпанами, узоры калмыцкого орнамента. - Республика Марий Эл. Вид с правого берега реки Волги в Горномарийском районе республики, изображение древнемарийского украшения оберега (IX—XI вв.) и узоры марийского орнамента. - Республика Татарстан. Ярусная башня Сююмбике в кремле в Казани (конец XII—1-я половина XVIII вв.), вид на правый берег реки Камы, узоры татарского орнамента. - Удмуртская Республика. Монумент «Навеки с Россией» (1972) в Ижевске, пейзаж с озером и узоры удмуртского орнамента. - Чувашская Республика — Чаваш Республики. Памятник в честь добровольного воссоединения Чувашии с Россией (1972) в Чебоксарах, вид на реку Суру в равнинной части республики и узоры чувашского орнамента. - Ямало-Ненецкий автономный округ. Памятный знак «Полярный круг» (1980) в Салехарде, лесотундра, полярное сияние и узоры ямало-ненецкого орнамента. | 3.00 руб.                                                        | 25 мая      | 300 000                | Бейлин В.              | [ 17 ] |
| № 593 (Mi #825) № 594 (Mi #826) № 595 (Mi #827) № 596 (Mi #828) № 597 (Mi #829) № 598 (Mi #830) № 599 (Mi #831) № 600 (Mi #832) № 601 (Mi #833) № 602 (Mi #834) № 603 (Mi #835) № 604 (Mi #836) № 593—604 (Mi #825—836KB) |             | Россия. XX век. Наука: - Наблюдение ферромагнитного резонанаса. В. К. Аркадьев. 1913 г. - Закон гомологических рядов в наследственной изменчивости организмов. Н. И. Вавилов. 1920 г. - Московская математическая школа. Н. Н. Лузин. 1920—1930-е гг. - Идея фонов. И. Е. Тамм. 1929 г. - Открытие сверхтекучести жидкого гелия. П. Л. Капица. 1938 г. - Теория цепных химических реакций. Н. Н. Семенов. 1934 г. - Автофазировка заряженных частиц в ускорителях. В. И. Векслер. 1944—1945 гг. - Расшифровка письменности майя. Ю. В. Кнорозов. - Открытие погонофор. А. В. Иванов. 1955—1957 гг. - Фотографирование обратной стороны Луны. «Луна-3». 4.10.1959 г. - Основы квантовой электроники. Н. Г. Басов, А. М. Прохоров. - Этнолингвистический словарь «Славянские древности». Н. И. Толстой. 1995 г. - Фрагменты композиций, представленных на марках. | 1.30 1.75 2.00 3.00 руб.                                         | 20 июня     | 300 000                | Федулов А.             | [ 18 ] |
| № 605 (Mi #837) № 606 (Mi #838) № 607 (Mi #839) № 608 (Mi #840) № 609 (Mi #841) № 605-609 (Mi #837—841) (Mi #837—841KB)                                                                                                   |             | Фауна. Декоративные собаки: - Чихуахуа. - Тойтерьер (карликовый терьер). - Карликовый пудель. - Французский бульдог. - Японский хин. | 1.00 1.50 2.00 2.50 руб.                                         | 20 июля     | 400 000 60 000         | Федотова А.            | [ 19 ] |
| № 610 (Mi #842) № 611 (Mi #843) № 612 (Mi #844) |             | Игры ХХVII Олимпиады (Австралия, Сидней, 15.09—1.10): - Фехтование. - Синхронное плавание. - Волейбол. | 2.00 3.00 5.00 руб.                                              | 15 августа  | 300 000                | Сухарев С.             | [ 20 ] |
| № 613 (Mi #845) № 614 (Mi #846) № 615 (Mi #847) № 617 (Mi #848) |             | 300-летие горно-геологической службы России. Минералы: - Чароит. - Гематит. - Горный хрусталь. - Золото. | 1.00 2.00 3.00 4.00 руб.                                         | 22 августа  | 300 000                | Козлов И.              | [ 21 ] |
| № 617 (Mi #849) № 618 (Mi #850) № 619 (Mi #851) № 620 (Mi #852) № 621 (Mi #853) № 622 (Mi #854) № 623 (Mi #855) № 624 (Mi #856) № 625 (Mi #857) № 626 (Mi #858) № 627 (Mi #859) № 628 (Mi #860) № 617—628 (Mi #849—860KB) |             | Россия. XX век. Культура: - Организатор «Русских сезонов» — выступлений в 1908—1914 годах в Париже и Лондоне русских оперных и балетных трупп — С. П. Дягилев, композитор И. Ф. Стравинский, артист и балетмейстер В. Ф. Нижинский в роли Петрушки (балет «Петрушка», 1911), рисунок с плаката, изображающий артистку балету А. П. Павлову, В. Ф. Нижинский в роли раба (балет «Шехерезада», 1910). - Картина К. С. Малевича «Чёрный квадрат» (1913) и портрет художника. - Портрет режиссёра С. М. Эйзенштейна и художественная композиция, представляющая кинофильм «Броненосец „Потёмкин“» (1925). - Скульптурный портрет М. Горького (скульптор И. Д. Шадр, 1939) на фоне рисунков, символизирующих роль писателя в работе издательства «Academia» (1922) и основании издательства «Жизнь замечательных людей» (1933). - Символы эпохи социалистического строительства — памятник III интернационала (архитектор В. Е. Татлин, 1919—1920) и памятник «Рабочий и колхозница» (скульптор В. И. Мухина, архитектор Б. М. Иофан, 1937). - Портрет поэта В. В. Маяковского на фоне плаката, созданного в «Окнах РОСТА» — «История про бублики и про бабу, не признающую республики» (рисунки М. М. Черемных, стихи В. В. Маяковского). - Фрагмент картины Б. Д. Григорьева «Всеволод Мейерхольд» (1916), сценическая установка Л. С. Поповой к спектаклю «Великодушный рогоносец» (1922, Театр имени Мейерхольда), сцена из спектакля Московского Художественного театра «Чайка» (пьеса А. П. Чехова, 1898), портрет К. С. Станиславского. - Портрет Д. Д. Шостаковича на фоне архитектурных достопримечательностей Ленинграда (Санкт-Петербурга). Д. Д. Шостакович и его современники — пианист С. Т. Рихтер и скрипач Д. Ф. Ойстрах на сцене Большого зала Московской консерватории им. П. И. Чайковского (по фотографии 1970-х гг.). - Портрет артистки балета Г. С. Улановой, сцена из балета С. С. Прокофьева «Ромео и Джульетта» (постановка 1940 г.). Джульетта — Г. С. Уланова, Ромео — К. М. Сергеев. - Портрет А. Т. Твардовского, обложки журнала «Новый мир» и здание Политехнического музея в Москве, где проводились поэтические вечера, ставшие символом «оттепели» в литературной и общественной жизни страны. - Композиция, посвященная восстановлению дворцов города Петродворца, разрушенное в годы войны здание Большого дворца, восстановленные Большой дворец, парк и фонтан «Самсон». - Портрет литературоведа, историка Д. С. Лихачёва, здание Пушкинского дома (Института русской литературы) в Санкт-Петербурге, где трудился Д. С. Лихачев, изображения протопопа Аввакума (1620—1682) со старообрядческой иконы (XVII—XVIII вв.) и рукописного листа его книги «Житие» (между 1672 и 1675 гг.). - Фрагмент эскиза декорации А. Н. Бенуа к балету «Соловей» И. Ф. Стравинского (1914), М. М. Фокин в балете «Арлекиниада» Р. Дриго (1900), буревестник — символизирующий романтический образ свободолюбивых людей в творчестве М. Горького, театральные маски и фрагменты сценической установки Л. С. Поповой к спектаклю «Великодушный рогоносец» (1922), Т. П. Карсавина в балете «Призрак розы» К. М. Вебера (1911); Л. Соколова (Англия) в балете «Весна священная» И. Ф. Стравинского (1913), картины «Женский торс», «Красный квадрат», «Супрематизм» К. С. Малевича (нач. XX в.), орган и сцена Большого зала Московской консерватории им. П. И. Чайковского, кадр из кинофильма «Броненосец Потемкин», рисунок В. В. Маяковского, Г. С. Уланова в роли Джульетты, Спас Нерукотворный (рисунок с рельефа Георгиевского собора в г. Юрьеве-Польском), рисунок реставрированной мозаики в люнете колокольни храма Воскресения (Спаса на Крови) в Санкт-Петербурге, вид на Соловецкий монастырь. | 0.30 0.50 1.00 1.30 1.50 1.75 2.00 2.50 3.00 4.00 5.00 6.00 руб. | 20 сентября | 350 000                | Арцименев Ю.           | [ 22 ] |
| № 629 (Mi #861) № 630 (Mi #862) № 629—630 (Mi #861—862) |             | Фауна. Рыбы Чудско-Псковского озера. Совместный выпуск России и Эстонии: - Судак (Stizostedion lucioperka). - Снеток (Osmerus eperlanus spirinchus). | 2.50 руб.                                                        | 25 октября  | 350 000                | Арцименев Ю.           | [ 23 ] |
| № 631 (Mi #863) № 632 (Mi #864) № 633 (Mi #865) № 634 (Mi #866) № 635 (Mi #867) № 636 (Mi #868) № 637 (Mi #869) № 638 (Mi #870) № 639 (Mi #871) № 640 (Mi #872) № 641 (Mi #873) № 642 (Mi #874) № 631—642 (Mi #863—874KB) |             | Россия. XX век. Техника: - Медицина. Композиция, иллюстрирующуя врачебную технику на примере хирургической операции, образцы медицинского оборудования современных клиник. - Строительство. Здание клуба им. И. В. Русакова (архитектор К. С. Мельников, 1927—1929) в Москве, гиперболоидная металлическая башня («башня Шухова», архитектор В. Г. Шухов, 1927) в Москве, административное здание в Москве на Смоленской площади — одно из семи высотных зданий 1950-годов. Процесс строительства здания, современное массовое жилищное строительство. - Автотранспорт. Большегрузный автомобиль «КамАЗ» (Камский автомобильный завод, 1970-е гг.), пассажирский троллейбус модели МТБ-82Д (Тушинский машиностроительный завод, 1947—1950 гг.), легковой автомобиль марки ГАЗ-21 (Горьковский автомобильный завод, 1956). - Энергетика. Плотина Саяно-Шушенской ГЭС на р. Енисей (1963—1978 гг.), турбогенератор Костромской ГРЭС (1980), главный пульт Центрального диспетческого управления ЕЭС (1977), опора ЛЭП. - Связь. Параболическая антенна спутниковой системы связи и ИСЗ «Молния-1», аппаратный комплекс телевизионного центра, телевизоры «КВН-49» и «Рубин», телефонные аппараты с дисковым номеронабирателем и клавишным цифровым набором, Останкинская телебашня. - Космическая техника. Орбитальная станция «Салют-7» (1982), состыкованная с космическими кораблями «Союз», ракета-носитель «Протон» (1962—1965 гг.), многоцелевой постоянно действующий пилотируемый комплекс «Мир» (1986). - Авиация. Самолёт-биплан «Илья Муромец» (конструктор И. И. Сикорский, 1913), реактивный самолёт Ту-104 (конструктор А. Н. Туполев, 1955), сверхзвуковые истребители Су-27 (конструкторское бюро П. О. Сухого) и МиГ-29 (конструкторское бюро А. И. Микояна и М. И. Гуревича). - Железнодорожный транспорт. Грузовой электровоз ВЛ-80, пассажирский тепловоз ТЭП-75, грузовой состав с паровозом серии ФД на железнодорожном мосту через р. Волгу в Нижнем Новгороде. - Морской транспорт. Линейный ледокол «Святогор» (1917), атомный ледокол «Арктика» (1975), современное сухогрузное судно для дальних рейсов. - Металлургия. Композиция, иллюстрирующая оборудование типичных металлургических процессов: доменное производство чугуна. Прокатный стан, ковш для разливки расплавленного металла в литейные формы. - Нефтеперерабатывающая промышленность. Экспериментальная установка В. Н. Ипатьева для изучения химических процессов при давлении до 500 атм. («бомба Ипатьева», 1900), установки реформинга современного НПЗ и автозаправочная станция (АЗС). - Техника добычи полезных ископаемых. Буровая вышка металлической конструкции, снабженная оборудованием для спуска и подъёма бура (и обсадных труб) и его вращения, а также качалка для привода насоса нефтяной скважины. Карьерный автомобиль-самосвал БелАЗ-540 (под загрузкой ковшовым экскаватором), проходческо-нарезной комплекс ПК-8 для добычи калийной соли подземным способом. - Фотоаппараты «Фотокор» (1930-е гг.) и «Зенит» (1980-е гг.), транспортный вертолет конструкции М. Л. Миля (1960-е гг.), буровой комплекс, легковые автомобили «Жигули» (Волжский автомобильный завод) и «Москвич» (Московский автомобильный завод им. Ленинского комсомола), Крымский висячий мост в Москве (1938), речное пассажирское судно, первый искусственный спутник Земли (1957), антенна космической связи, гусеничный трактор Т-150 (1970), первое судно на подводных крыльях «Ракета» (1957), стартовый комплекс космодрома Байконур, ракета-носитель с космическим кораблем «Союз-19». | 1.50 2.00 3.00 4.00 руб.                                         | 28 ноября   | 350 000                | Стрельников Р.         | [ 24 ] |
| № 643 (Mi #875) (Mi #875KB) |             | С Новым тысячелетием! Архитектурный ансамбль Московского Кремля и Покровский собор на символическом изображении земного шара, празднично украшенная новогодняя ёлка. | 2.00 руб.                                                        | 1 декабря   | 400 000 80 000         | Комаров И.             | [ 25 ] |
| № 644 (Mi #876) |             | 80-летие службы внешней разведки Российской Федерации. Юбилейный знак, посвященный 80-летию Службы внешней разведки Российской Федерации | 2.50 руб.                                                        | 14 декабря  | 250 000                | Зайцев Л.              | [ 26 ] |

## Комментарии
1. ↑  Ниже приведён перечень коммеморативных марок (с возможностью сортировки по номиналу, тиражу и дате введения в обращение).